# Adrien Auzout

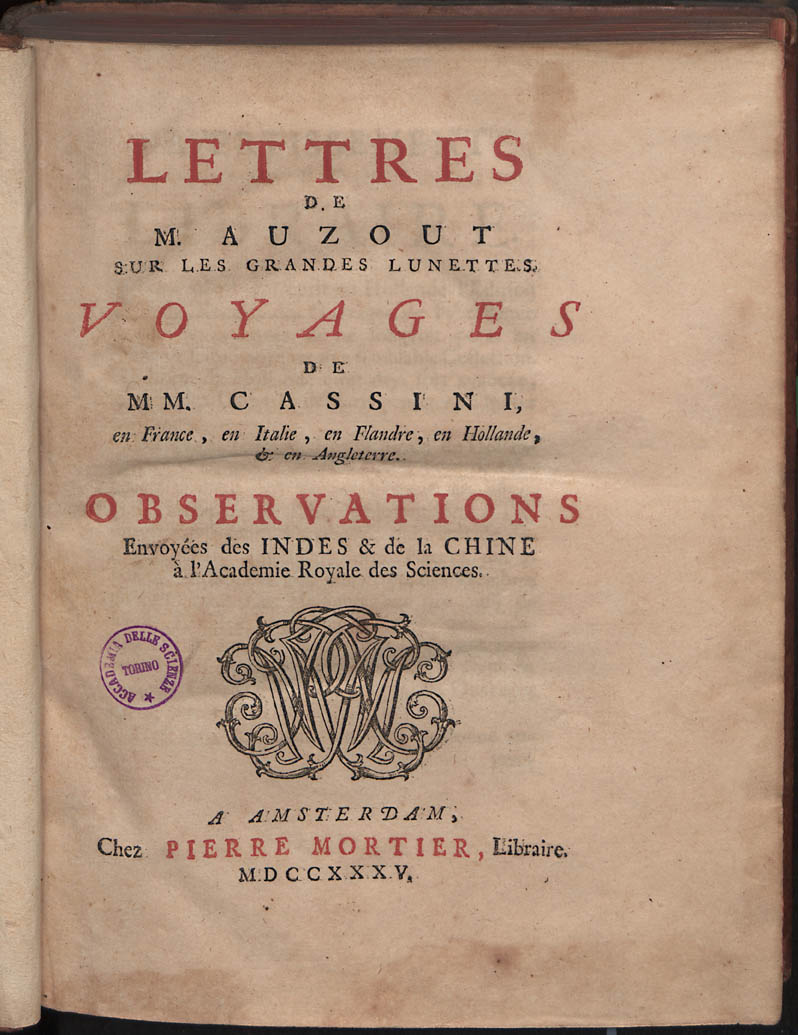
Lettres sur les grandes lunettes, 1735

Adrien Auzout (ur. 28 stycznia 1622 w Rouen, zm. 23 maja 1691 w Rzymie) – francuski astronom.